# Mansour Kasse
Mansour Kasse (né le 28 juin 1992 à Dakar) est un joueur sénégalais de basket-ball évoluant au poste d'ailier fort.

## Carrière sportive
Kasse arrive en Espagne en 2007, et après avoir joué dans plusieurs équipes, il est recruté en 2010 par le Real Madrid, grâce à ses performances dans le championnat junior de Madrid et d'Espagne.
Pendant les saisons 2011-2012 et 2012-2013, il joue au Real Madrid B, dirigé par Alberto Angulo.
À l'été 2012, il signe au Basket Navarra Club (es) en deuxième division espagnole (LEB Oro). Kasse entre en jeu dans un match contre Palencia Baloncesto, et est le meilleur marqueur de la rencontre avec 17 points.
À l'été 2013, il signe au Cáceres Ciudad del Baloncesto (es), club de troisième division (LEB Plata). Il est nommé meilleur pivot de la 16e journée de la saison 2013-2014.
En 2017, il signe au Vevey Riviera Basket en Suisse.

### Clubs successifs
- 2007-2008  Espoir. Arona Basket Sur
- 2008-2009  Junior. Real Club Náutico de Tenerife de Baloncesto (es)
- 2009-2010  EBA. Baloncesto Majadahonda
- 2010-2012  EBA. Real Madrid B
- 2012-2013  LEB. Basket Navarra Club (es)
- 2013-2016  LEB. Cáceres Ciudad del Baloncesto (es)
- 2016-2017  Ligue 1. Jeunesse sportive kairouanaise
- 2017  LEB. Club Baloncesto Morón (es)
- 2017-2018  LNA. Vevey Riviera Basket
- 2018-2019  Championnat du Bahreïn (en) Sitra Club
- 2019  Championnat du Bahreïn. Al-Riffa
- 2020  Championnat du Bahreïn. Al-Hala
- 2020-2021  Championnat du Bahreïn. Samaheej
- 2021  LEB. FC Cartagena Baloncesto
- 2021-2022  Championnat du Bahreïn. Samaheej
- 2022  LEB. Ciudad de Huelva
- 2022-  LNA. Villars Basket

### Équipe nationale
Mansour Kasse a été international des moins de 16 et moins de 18 ans avec le Sénégal. En 2008, à seulement 16 ans, il a participé au Championnat d'Afrique masculin de basket-ball des 18 ans et moins, en Égypte, dans lequel le Sénégal a atteint les demi-finales.
À l'été 2013 il rejoint l'équipe du Sénégal pour participer au Championnat d'Afrique masculin de basket-ball 2013.
À l'été 2015 il est présélectionné pour participer au Championnat d'Afrique masculin de basket-ball 2015.

## Statistiques
| Saison    | Équipe              | Matchs | Titul. | Min./m | % Tir | % 3pts | % LF | Rbds/m. | Pass/m. | Int/m. | Ctr/m. | Pts/m. |
| --------- | ------------------- | ------ | ------ | ------ | ----- | ------ | ---- | ------- | ------- | ------ | ------ | ------ |
| 2010/2011 | Real Madrid B       | 24     | ?      | 17     | 54,3  | -      | 61,3 | 5,7     | 0,8     | 0,8    | 0,9    | 6,7    |
| 2011/2012 | Real Madrid B       | 30     | ?      | 21     | 44,5  | -      | 71,4 | 8,8     | 0,6     | 0,7    | 0,6    | 8,6    |
| 2012/2013 | Basket Navarra Club | -      | -      | -      | -     | -      | -    | -       | -       | -      | -      | -      |